# 威伯海 (佛羅里達州)
威伯海（英語：Wilbur-by-the-Sea）是位於美國佛羅里達州福祿喜雅縣的一個非建制地區。該地的面積和人口皆未知。

## 地理
威伯海的座標為29°07′59″N 80°57′31″W / 29.13306°N 80.95861°W，而該地的平均海拔高度為6米（即20英尺）。